# راب راک
راب راک (انگلیسی: Rob Rock؛ زادهٔ ) یک موسیقی‌دان اهل ایالات متحده آمریکا است. 
وی از سال ۱۹۸۳ میلادی تاکنون مشغول فعالیت بوده‌است.